# Andor András
Andor András (Budapest, 1952. február 3. –) magyar grafikus, bélyegtervező.

## Életpályája
A Magyar Képzőművészeti Főiskolán eltöltött 1 év után a Magyar Iparművészeti Főiskolán tanult tovább, ahol 1979-ben szerzett diplomát, alkalmazott grafika szakon. 1996 óta az A+A Művészeti Tervező -és Szolgáltató Bt. vezetője.
Mestere: Ernyei Sándor
Az alkalmazott grafika minden ágával foglalkozik. Nevéhez fűződik több, mint 50 hazai és néhány külföldi cég, grafikai arculatának megformálása (pl.: Marketing Centrum, Pepper Kommunikációs ügynökség, Nemzetközi Gyógyszergyártók Egyesülete, Rubik Innovációs Alapítvány, Computer-Taxi (Bécs), Esztergom város kommunikációs arculata, Nemzetközi Tömegspektrometriai Kongresszus stb.)
Rajzolt természettudományi és sporttárgyú illusztrációkat, tervezett számos hanglemez -és CD-borítót, kulturális plakátot. Termékcsaládok címkegrafikáit, csomagolási arculatát alakította ki. Részt vett sajtó- és reklámkampányok grafikai munkálataiban, prospektusok, kiadványok megtervezésében. Több embléma, arculat, kiadvány -és bélyegtervezési pályázatot nyert. Munkáiban szívesen választja a számítógép lehetőségeit meghaladó, komoly grafikai igénnyel bíró rajzolt-festett grafikai megoldásokat is.

## Jelentősebb bélyegtervei
- Motorosok sorozat (Mongólia, 1981)
- Szépművészeti Múzeum ellopott kincsei (blokk, keret), (1984)
- Mentésügy (1987)
- Régi Magyar vitorlások sor (1999)
- Magyar Koronázási Palást (blokk és sor, 2000)
- EXPO 2000 (A Hannoveri Világkiállítás magyar bélyege)
- A víz, mint természeti kincs (Európa sor, 2001)
- 1000 éves az Esztergomi Érsekség (2001)
- Orvoskongresszusok Magyarországon (kisív, 2002)
- Információs társadalom (blokk, 2003)
- Kínai-magyar sor magyar bélyege (2003)
- Európai Parlamenti Választás (2004)
- A Jövő Háza (2005)
- 100 éves a Rotary Mozgalom (2005)
- 100 éves a Magyar Egyetemi-Főiskolai Sportszövetség (2007)
- 100 éves az első budapesti buszjárat (2015)
- Tömörkény István emlékbélyeg (2016)[3]
- Mosonmagyaróvári Mezőgazdasági Egyetem (2018)[4]

## Kiállításai

### Csoportos kiállítások
- 1976–85 Csongrádi Művésztelep kiállításai, Csongrád, Szeged, Budapest
- 1978 Plakátkiállítás, Műcsarnok, Budapest
- 1978 IBA Könyvművészeti és plakátkiállítás, Lipcse
- 1980–88 Országos Alkalmazott / Tervező Grafikai Biennálé, Békéscsaba
- 1979 Fiatal grafikusművészek kiállítása, Reklámszövetség, Budapest
- 1980 Plakát Biennálé, Varsó
- 1984 Stúdió '84, Ernst Múzeum, Budapest
- 1986 100 + 1 éves a magyar plakát. A magyar plakátművészet története 1885–1986, Műcsarnok, Budapest.

### Önálló kiállításai
- 1980 Csongrádi Művésztelep, Művelődési Ház
- 2006 Eddigi munkásságának bemutatása, Róma, Palazzo Falconieri
- 2009 Szeged, SZTE JGYTF Tanszék Galéria
- 2010 Budapest, Nádor Galéria
- 2014 Budapest, Nádor Galéria